# Польська Парасковія Іванівна
Парасковія Іванівна Польська (нар. 11 серпня 1930 с. Рубанівка Великолепетиського району Херсонської області) — українська вчена-селекціонерка в галузі вівчарства, доктор сільськогосподарських наук, старший науковий співробітник, лауреат Державної премії України в галузі науки і техніки, головний науковий співробітник Інституту тваринництва степових районів імені Михайла Іванова «Асканія-Нова». Її наукова діяльність присвячена селекції і генетиці овець, технології ведення племінного вівчарства, розробці методології формування високопродуктивних вітчизняних генотипів у малих замкнутих популяціях і виведення нової м'ясо-вовнової породи овець з кросбредною вовною, а також науковому забезпеченню галузі вівчарства в Україні.

## Біографія і наукова діяльність
Народилася в родині селянина. В 1931 році її сім'я переїхала до Запоріжжя, де Парасковія навчалась у середній школі № 41. 

У період німецької окупації України під час Німецько-радянської війни родина Польської переїхала до села Вербове Запорізької області, де Парасковія в 1943—1945 роках працювала на різних роботах. В 1946 році закінчила 7 класів Новотроїцької неповної середньої школи № 40, в 1947—1948 роках працювала в їдальні заводу «Дніпроспецсталь» і одночасно навчалася у середній школі робочої молоді.

У 1949 році Польська вступила до Дніпропетровського сільськогосподарського інституту на зоотехнічний факультет. Протягом навчання брала участь у художній самодіяльності, грала за команди з волейболу і баскетболу. В 1954 році захистила дипломну роботу на тему «Двопроміжний розпорядок дня для великої рогатої худоби» і отримала диплом з відзнакою.

В 1954—1955 роках працювала зоотехніком. За особливі успіхи в 1955 році її направили до Москви як учасника Всесоюзної сільськогосподарської виставки, обирали депутатом Запорізької обласної ради і призначили головним зоотехніком Комунарівської МТС Чернігівського району Запорізької області.

В 1958—1959 роках працювала головним зоотехніком Чернігівської районної інспекції сільського господарства.

З січня по липень 1958 навчалась у Вищій школі бонітерів з вівчарства при інституті тваринництва степових районів імені академіка М. Ф. Іванова «Асканія-Нова», яку закінчила з відзнакою.

З 1959 по 1962 роки навчалась в аспірантурі цього ж інституту. У 1968 році захистила кандидатську дисертацію на тему: «Схрещування цигайських і асканійських маток з баранами скороспілих м'ясних порід для збільшення виробництва ягнятини». Після закінчення аспірантури працює в тому ж інституті старшим науковим співробітником відділу вівчарства (1968—1980 рр.), завідувачкою лабораторії кросбредного вівчарства (1980—1992 рр.), завідувачкою відділу вівчарства (1992—2005 рр.), з 2006 року — головним науковим співробітником.

У 1990 році захистила докторську дисертацію на тему: «Методи виведення, удосконалення і використання асканійських м'ясо-вовнових овець».

Вершиною наукової творчості Польської стало виведення асканійської м'ясо-вовнової породи овець шляхом використання поліпшуючого генофонду — створення нею інтенсивних типів овець, які експертами визнані унікальними з принципово новим поєднанням основних селекційних ознак, що не має аналогів у практиці світового вівчарства.

Протягом всієї наукової діяльності Парасковія Іванівна виконує обов'язки наукового секретаря та заступника голови координаційної ради Державної науково-технічної програми «Вівчарство». У 1993—1998 роках була членкинею Вищої атестаційної комісії.

Польською П. І. розроблено понад 25 селекційно-генетичних програм з вівчарства державного та регіонального рівня.

За період виконання науково-дослідної роботи з 1962 р. по теперішній час доктор сільськогосподарських наук, читала лекції і вела практичні заняття у Асканійській вищій школі підвищення кваліфікації спеціалістів з виробництва продукції вівчарства на базі інституту тваринництва «Асканія-Нова». За 45 років викладацької діяльності з її участю підготовлено понад 30 тисяч спеціалістів для галузі вівчарства України.

## Основні наукові праці
1. Польская П. И. Гистологическое исследование диаметра мышечных волокон у овец цигайской и асканийской пород и их помесей/ П. И. Польская// Овцеводство. — К.: Урожай, 1967. — № 4. — С.85 –90.
2. Польская П. И. Скрещивание цигайских и асканийских маток с баранами скороспелых мясных пород для увеличения производства ягнятины: Автореф. дисс. канд. с.-х. наук/ П. И. Польская .- К., 1968. — 31 с.
3. Польская П. И. О взаимосвязи мясной и шёрстной продуктивности у помесных овец/ П. И. Польская // Вопросы генетики и селекции животных. — К., 1974. — С. 76-80.
4. Польская П. И. Рекомендации по созданию кроссбредного овцеводства на Украине/ П. И. Польская — К., 1977. — 20 с.
5. Польская П. И. Продукция овцеводства/ П. И. Польская// В кн. Справочник по качеству продукции животноводства. — К.: «Урожай», 1979
6. Польская П. И. Методические рекомендации по использованию асканийских кроссбредных овец в южной зоне УССР/ П. И. Польская. — Херсон, 1984.- 27 с.
7. Польская П. И. Методические рекомендации по использованию асканийских черноголовых овец/ П. И. Польская. — Херсон, 1985.- 33 с.
8. Польская П. И. Методы выведения, совершенствования и использования асканийских мясо-шёрстных овец: Автореф. дис. докт. с.-х. наук/ П. И. Польская . — Дубровицы Московской области, 1990.- 36 с.
9. Польська П. І. та ін. Селекція і продуктивність асканійських м'ясо-вовнових овець/ П. І. Польська// Вівчарство: Міжвідомчий тематичний науковий збірник.-К.: Урожай,1993 — Вип.27. — С.18-24.
10. Польская П. И. Качественное преобразование овцеводства/ П. И. Польская// В кн.: Преобразование генофонда пород. — Киев, «Урожай», 1990;
11. Польська П. І. Довідник чабана/ П. І. Польська та ін. — К.: Урожай, 1991. — 94 с.
12. Польська П. І. Зоотехнічні і ветеринарні правила вирощування племінних ремонтних баранців і ярок: технологічний проект/ П. І. Польська та ін. — К.: Україна, 1993. — 15 с.
13. Польська П. І. Продуктивність і племінні якості асканійських кросбредних баранів, одержаних різними методами/ П. І. Польська// Вівчарство: Міжвідомчий тематичний науковий збірник.-К.: Урожай, 1995.- Вип.28 -. С.19-26.
14. Польская П. И. Развитие учения академика М. Ф. Иванова по породообразованию в овцеводстве/ П. И. Польская // Матеріали міжнар. конф. присвяченої 125-річчю від дня народження М. Ф. Іванова. — К.: Асоціація «Україна», 1996. — С.16-20.
15. Польська П. І. Наукове забезпечення та проблеми вівчарства/ П. І. Польська // Вівчарство: Респ. міжвід. тематичний зб. — К.: Урожай, 1995. — Вип.28. — С.3-9.
16. Польська П. І. Основні напрями племінної роботи з різними породами овець України/ П. І. Польська // Науково-виробничий бюлетень "Селекція, число четверте. — К..1997.
17. Польская П. И. Использование селекционных достижений в овцеводстве для формирования конкурентоспособной отрасли в Украине/ П. И. Польская // Міжвідомчий тематичний науковий збірник. — Київ: «Аграрна наука», 1998. — Вип. 30
18. Польська П. І. Селекційні досягнення з вівчарства/ П. І. Польська// Вісник аграрної науки .- 2000 р. — № 12
19. Польська П. І. Нові методологічні аспекти породотворчого процесу у вівчарстві/ П. І. Польська// В кн.: Генетика і селекція в Україні на межі тисячоліть. — Київ: «Логос», 2001.

## Нагороди і відзнаки
За значний внесок у розвиток зоотехнічної науки та активне впровадження результатів досліджень у виробництво, а також за значні досягнення у збереженні генофонду, створення нових порід сільськогосподарських тварин П. І. Польська нагороджена у 1996 р. Почесною відзнакою Президента України, Почесними грамотами Української академії аграрних наук (2000 р.), Міністерства аграрної політики України (1996, 2000 рр.), Кабінету Міністрів України (2002 р.), ювілейною медаллю «50 років Перемоги у Великій Вітчизняній війні 1941—1945 рр.» (1995), медаллю «Ветеран праці» (1987), ювілейною пам'ятною медаллю АН СРСР з нагоди 100-річчя від дня народження академіка М. І. Вавилова (1987), нагрудним знаком «Изобретатель СССР» (1990), медалями «За трудову відзнаку» (1971) та «За трудову доблесть» (1970). Вона є багаторазовим Лауреатом державних виставок досягнень народного господарства у м. Москві та м. Києві. За цикл наукових праць з теорії породоутворення у тваринництві їй присуджено Державну премію України в галузі науки і техніки 1999 року.